# Wechselkursbandbreite
Die Wechselkursbandbreite ist in der Währungspolitik eine festgelegte Kursspanne, innerhalb der ein Wechselkurs gegenüber einer Leitwährung frei schwanken darf. Diese Bandbreite ist ein systemischer Bestandteil fester Wechselkurse.  

## Allgemeines
Wechselkurse sind eine Unterart von Kursen, die allgemein in einer freien Marktwirtschaft unbegrenzt schwanken dürfen. Das ist insbesondere bei Wertpapierkursen (Aktien, Schuldverschreibungen oder Investmentzertifikaten) der Fall. Aus Gründen der sicheren Kalkulationsgrundlage für die Marktteilnehmer am Devisenmarkt (insbesondere Exporteure und Importeure) entschieden sich jedoch die Mitgliedsstaaten des Internationalen Währungsfonds (IWF) im Juli 1944, die Wechselkurse nicht unbegrenzt schwanken zu lassen, sondern ihnen einen lediglich geringen Spielraum von ± 1 % für Kursschwankungen zuzugestehen. Dieser Spielraum wird durch einen oberen und einen unteren Interventionspunkt begrenzt. 

## Geschichte
Der IWF schuf im Juli 1944 erstmals ein System fester Wechselkurse, in dem seine Mitglieder administrativ festgelegte US $-Währungsparitäten und/oder Goldparitäten vereinbarten. Die US $-Währungsparität gab an, wie viel Einheiten einer Fremdwährung einem US-Dollar entsprachen. Über die Goldparitäten und/oder US $-Paritäten ließen sich die Paritäten der übrigen Währungen untereinander berechnen. Dadurch entstand ein System fixierter Wechselkurse zwischen den Mitgliedsländern. Im Mai 1949 legte der IWF die erste Wechselkursparität auf 1 US $ = 3,33 DM fest, bereits im September 1949 lag die IWF-Parität durch Abwertung der DM bei 4,20 DM. Im März 1961 sank sie durch die erste Aufwertung der DM auf 4,00 DM, die zweite DM-Aufwertung folgte im Oktober 1969 auf DM 3,66, eine dritte im Dezember 1969 auf DM 3,22.
Im Oktober 1968 erforderte der stetige Abwertungsdruck des US-Dollars die Einstellung der Interventionen durch die Deutsche Bundesbank. Die bisherige heterogene wirtschaftliche Entwicklung der westlichen Industriestaaten machte ein Festhalten an diesem System fester Wechselkurse unmöglich, denn die Zentralbanken mussten immer häufiger intervenieren. Exportstarke Nationen wie Deutschland waren tendenziell aufwertungsverdächtig, Länder mit einer negativen Handelsbilanz wie die USA potenziell abwertungsgefährdet. Die festen Wechselkurse wurden erstmals am 30. September 1969 gelockert. Die international abgestimmte Anpassung der Wechselkursparitäten im Dezember 1971 (Smithsonian Agreement) sowie die Dollarabwertung um 10 % im Februar 1973 waren Versuche, das Paritätensystem zu retten. In einer Fernsehansprache am 15. August 1971 kündigte der US-Präsident Richard M. Nixon einseitig das Abkommen von Bretton-Woods des IWF. Am 12. Dezember 1971 wurde die Goldparität endgültig abgeschafft, am 17./18. Dezember 1971 wurde im Rahmen des Smithsonian Agreement eine Absprache über die Neuordnung der Wechselkurse durch so genannte Leitkurse getroffen. Es handelte sich um die Erhöhung der Wechselkursbandbreiten von ± 1 % auf ± 2,25 %.
Am 19. März 1973 begann die Europäische Wirtschaftsgemeinschaft mit dem gemeinsamen Blockfloating gegenüber dem US-Dollar, wodurch die bisher geltenden festen Wechselkurse zugunsten frei schwankender Wechselkurse abgelöst wurden. Im März 1979 wurde das Blockfloating in das Europäische Währungssystem (EWS) übergeleitet. Seitdem wurden die Paritäten mit Höchst- und Niedrigstkursen über den ECU mittels eines Währungskorbes festgelegt. Kernelement des EWS war ab März 1979 ein System bilateraler Wechselkursparitäten zwischen den Mitgliedern, die an der DM als stärkster Währung ausgerichtet waren. Das EWS endete faktisch im Juli 1993 mit der Erweiterung der Wechselkursbandbreite von ± 2,25 % auf ± 15 %. Es wurde im Januar 1999 durch Einführung des Euro abgelöst, der durch festgelegte Währungsparitäten der Mitgliedswährungen untereinander gekennzeichnet ist. Seit dem Blockfloating gibt es keine Wechselkursbandbreiten des Euro gegenüber anderen Währungen mehr, so dass auch Interventionspunkte und Interventionspflichten der Zentralbanken nicht mehr bestehen. 
Im Wechselkursmechanismus II gelten derzeit Bandbreiten von ± 2,25 % für Dänemark, in denen die Landeswährungen gegen den Euro schwanken dürfen.

## Intervention
Das IWF-Abkommen verpflichtete die IWF-Mitgliedsstaaten, die vereinbarte Wechselkursbandbreite strikt einzuhalten. Das geschah durch Devisenmarktinterventionen der Zentralbanken, die als Devisenkäufer oder -verkäufer in das Marktgeschehen am Devisenmarkt eingriffen. Zu diesem Zweck gab es zwei Interventionspunkte, die oberhalb und unterhalb des Devisenkassamittelkurses lagen und deshalb oberer und unterer Interventionspunkt hießen. Die jeweilige Zentralbank musste die Leitwährung durch Interventionen auf dem Devisenmarkt kaufen, wenn der aktuelle Währungskurs den unteren Interventionspunkt erreichte und verkaufen, sobald der Tageskurs durch die Marktentwicklung an den oberen Interventionspunkt gelangte. Durch diese künstliche Nachfrage oder dieses künstliche Angebot konnte das Unterschreiten des unteren und das Überschreiten des oberen Interventionspunkts verhindert werden, was zu veränderten Marktdaten (Devisenkassakurse) führte. Diese Interventionen lösten jedoch enorme Auswirkungen auf dem Geldmarkt aus, weil der Devisenkauf durch die Zentralbank für eine unerwünschte Erhöhung der Geldmenge sorgte und umgekehrt.

## Marktfragen
Die oberen und unteren Interventionspunkte sind volkswirtschaftlich gesehen fixierte, administrative Höchst- und Mindestpreise, die einer freien Marktwirtschaft widersprechen. Sie zeigen nicht das freie Spiel von Angebot und Nachfrage, bilden jedoch für Importeure, Exporteure und andere Marktteilnehmer eine sichere Kalkulationsgrundlage und begrenzen Kursrisiken. Werden die Devisenmärkte hingegen dem Floating überlassen, gibt es keine Bandbreiten, weil die Währungskurse frei schwanken dürfen.
Permanente Interventionen durch Zentralbanken sind ein Anzeichen dafür, dass die betroffenen Staaten eine heterogene Wirtschaftsentwicklung aufweisen. Diese wird langfristig weder durch Interventionen auf den Devisenmärkten noch durch Auf- oder Abwertungen von Währungen beseitigt. Vielmehr müssen die Staaten verstärkt Anstrengungen durch eine abgestimmte Wirtschaftspolitik unternehmen, um Ungleichgewichte ihrer Handelsbilanzen zu beseitigen.